# Anna Ciocchetti
Anna Ciocchetti est une actrice hispano-mexicaine née le 24 juin 1968 à Madrid.
Elle se produit aussi sous le nom d'Anna Ciocceti ou Ana Cioccietti.

## Biographie
Son père, Franco Ciocchetti, était un célèbre musicien de jazz. Elle commence comme chanteuse avec le groupe Dinamita, et puis elle étudie l'art dramatique avec Héctor Mendoza, à l'École d'Art Dramatique de Verceil et à la Royal Academy de Londres.

## Filmographie
- 1986 : La telaraña
- 1993 : Televiteatros
- 1994 : Entre vivos y muertos
- 1995 : El callejón de los milagros
- 1996 : A flor de piel
- 1996 : Nada personal : Elsa Grajales
- 1998 : La chacala : Marina
- 2000 : Todo por amor : Regina
- 2001 : Lo que es el amor : Anabel Cantú
- 2003 : El pez dorado
- 2003 : Mirada de mujer: El regreso : Sara
- 2004 : Belinda : Lucrecia Arismendi
- 2004 : Cero y van 4 : Mónica
- 2005 : Por eso no tienes novio
- 2005 : Bodas de oro : Sharon
- 2005 : Cœur brisé : Fernanda
- 2006 : El mago Manani
- 2006 : Sexo, amor y otras perversiones 2
- 2006 : Campeones de la vida : Miriam
- 2006 : Así del precipicio : Sandra Romano
- 2007 : Mientras haya vida
- 2007 : Cambio de vida
- 2008 : 24 cuadros de terror : Mellizas Fantasmas
- 2009 : Vuélveme a querer : Lorenza Acosta